# Parc national des North Cascades
Vous lisez un « article de qualité » labellisé en 2009.
Le parc national des North Cascades (en anglais : North Cascades National Park) est un parc national américain situé dans le nord de l'État de Washington, aux États-Unis.
Couvrant une superficie de 2 042,78 km2, ce parc est reconnu pour ses paysages montagneux du massif des North Cascades, la partie septentrionale de la chaîne des Cascades. Les montagnes, âgées de plusieurs millions d'années, sont nées à la suite de la collision de la plaque tectonique nord-américaine avec des plaques d'origine océanique. Les bassins hydrographiques de quatre fleuves s'étendent dans le parc et plus de 500 lacs y sont présents, dont le lac Chelan, qui est classé en troisième position au niveau national en termes de profondeur.
L'occupation humaine de la région remonte à au moins 8 500 ans, lorsque des Paléoaméricains l'arpentent pour chasser et pratiquer la cueillette. Après l'arrivée des premiers explorateurs d'origine européenne, les tribus locales de langues salish sont en grande partie décimées par des épidémies de variole amenée sur le continent par les colons dès la fin du XVIIIe siècle. Durant les années 1950, la région est une source d'inspiration pour plusieurs poètes américains, dont Jack Kerouac.
Le parc est créé le 2 octobre 1968 durant la présidence de Lyndon Johnson. Depuis, le National Park Service a pour mission de protéger ses richesses naturelles et culturelles. Le parc abrite ainsi plus de 1 600 espèces végétales et plus de 300 espèces de vertébrés. Avec d'autres réserves naturelles voisines, il est au cœur d'un immense écosystème protégé de plus de 12 000 km2.

## Géographie

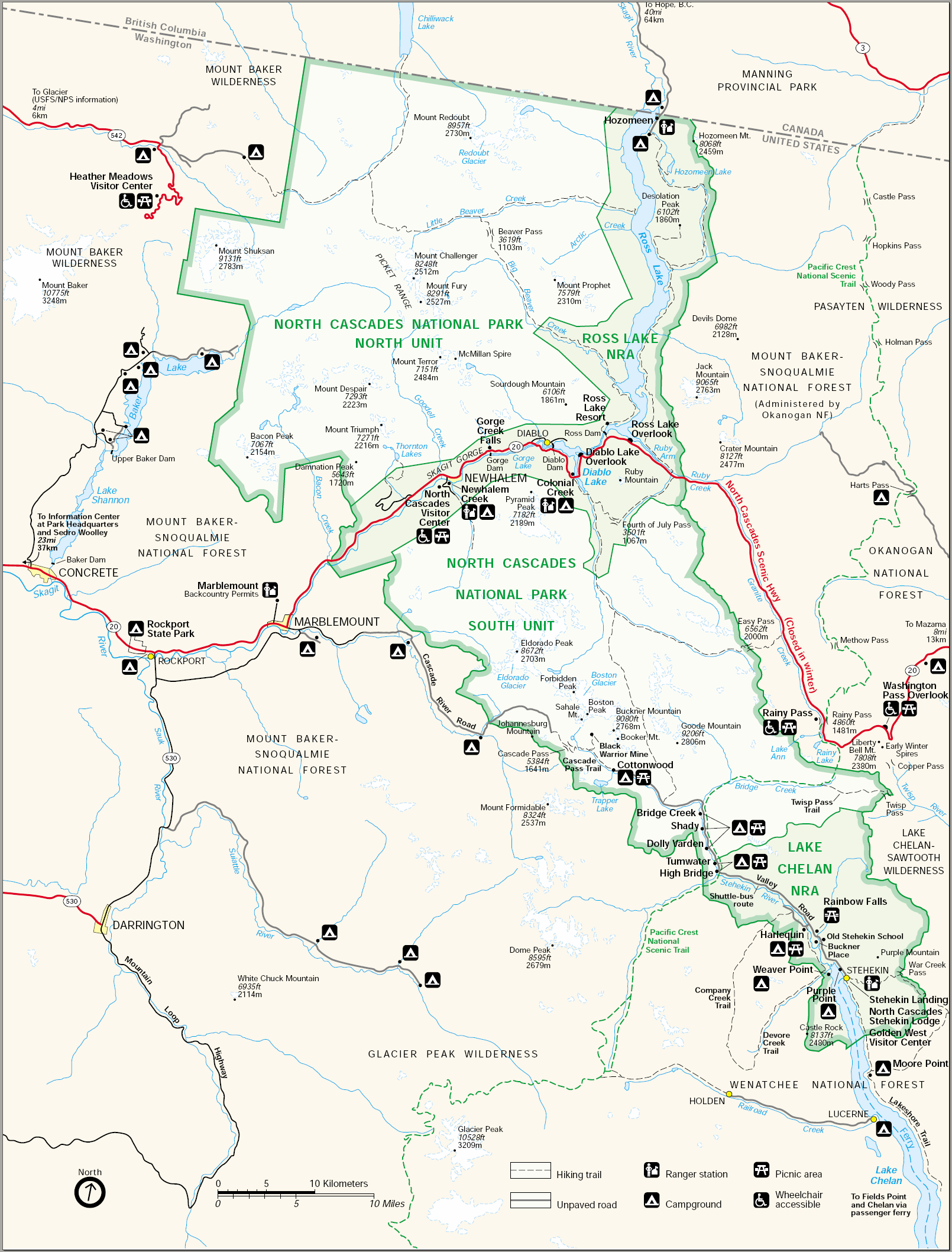
Carte du parc national.

Le parc est situé dans le nord de l'État de Washington, à la frontière avec la province canadienne de Colombie-Britannique. Son territoire s'étend sur les comtés de Whatcom, de Skagit et de Chelan. Il se situe à environ 150 km au nord-est de Seattle et à 150 km au sud-est de Vancouver. La petite localité de Marblemount se trouve à proximité de son entrée occidentale.
Long d'environ 75 km pour une largeur variant de 30 à 40 km, le parc national des North Cascades n'est, en réalité, qu'une partie d'un complexe composé de quatre zones distinctes. Le parc à proprement parler est composé d'une zone septentrionale et d'une zone méridionale. Ces deux zones sont séparées par la zone récréative de Ross Lake National Recreation Area au niveau de la vallée du fleuve Skagit. La quatrième zone, située à l'extrémité sud du complexe, est la zone récréative de Lake Chelan National Recreation Area.

### Relief

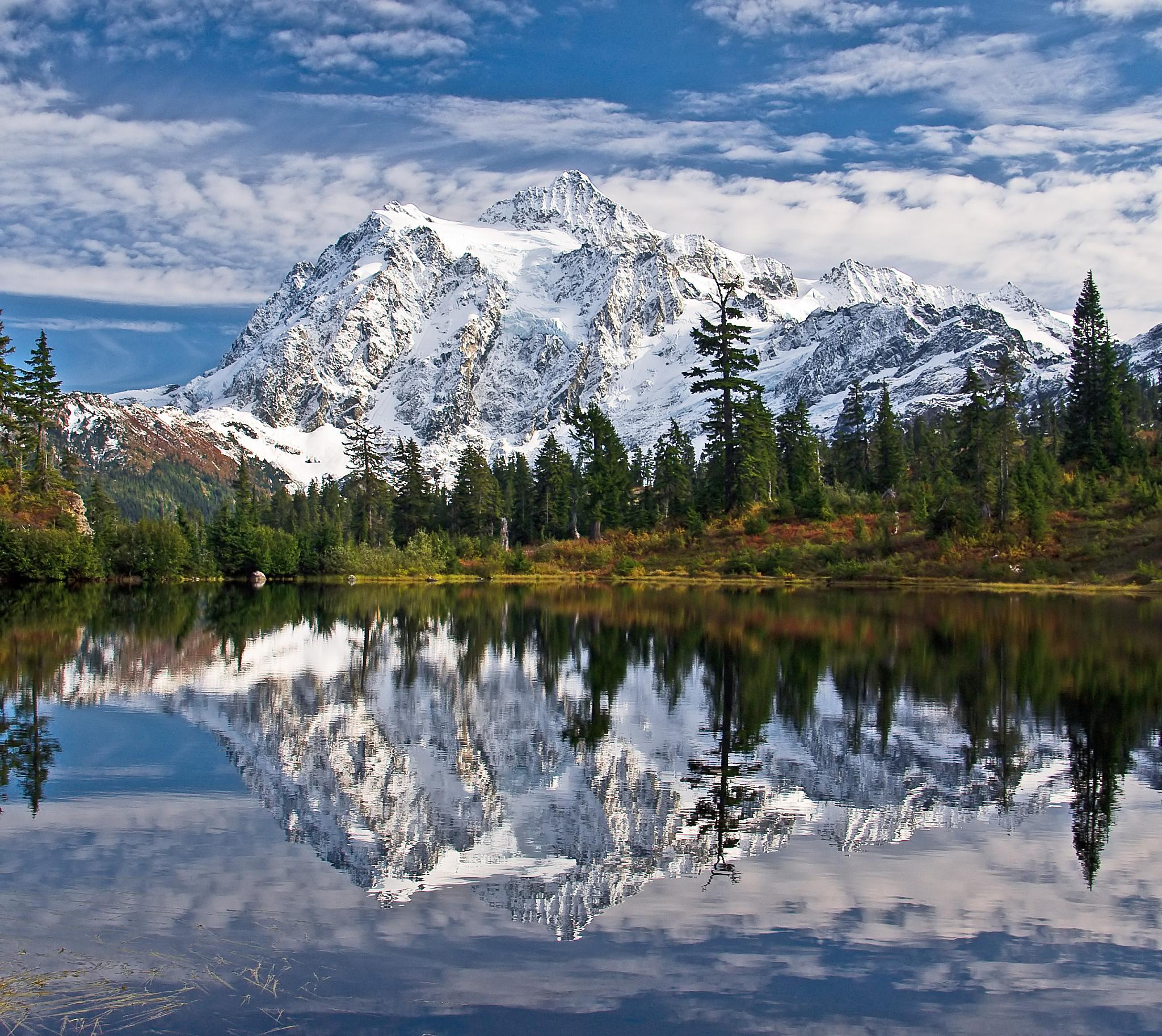
Mont Shuksan.

La topographie du parc se caractérise par le massif montagneux des North Cascades, la section septentrionale de la chaîne des Cascades. Ce massif est composé de nombreux sommets dont l'altitude est comprise entre 2 000 et 2 500 m. Les montagnes donnent toutefois une impression de grandeur par rapport à la faible altitude des vallées. Dans la région environnante, seuls quelques volcans parviennent à dépasser la barre des 3 000 m comme le mont Baker et le pic Glacier.
Le plus haut sommet du parc est la Goode Mountain qui culmine à 2 806 m. L'altitude du lac Chelan ne dépasse, de son côté, pas 336 m,. Parmi les autres sommets importants situés dans le parc se trouvent le mont Shuksan (2 783 m), la Buckner Mountain (2 768 m) et le mont Redoubt (2 730 m).

### Climat
Appartenant à la région montagneuse de la chaîne des Cascades et avec des altitudes maximales proches des 3 000 m, le climat de la région du parc est de type montagnard. Les régions situées plus à l'ouest présentent un climat océanique tempéré, alors que le climat est continental humide dans les régions plus à l'est,.
Dans la partie occidentale du parc, grâce à l'influence océanique, les précipitations sont importantes de novembre à avril et se présentent en grande partie sous forme neigeuse en altitude. Ces précipitations sont d'autant plus fortes que les North Cascades forment un écran qui bloque l'humidité des masses d'air sur leur flanc occidental. La période estivale y est généralement plus sèche. En altitude, les précipitations neigeuses sont très importantes. Ainsi, le tout proche mont Baker a reçu durant l'hiver 1998-1999 près de 29 m de précipitations neigeuses, un record mondial. Dans la partie orientale, le climat est plus sec avec des hivers plus froids et des étés plus chauds.
| Mois                                                 | Janv | Fév  | Mars | Avr  | Mai  | Juin | Juil | Août | Sept | Oct  | Nov | Déc  | Année |
| ---------------------------------------------------- | ---- | ---- | ---- | ---- | ---- | ---- | ---- | ---- | ---- | ---- | --- | ---- | ----- |
| Températures maximales moyennes (°C)                 | 3,1  | 6,1  | 9,4  | 13,9 | 18,7 | 21,3 | 25,0 | 25,1 | 21,5 | 14,5 | 7,2 | 3,8  | 14,2  |
| Températures minimales moyennes (°C)                 | -2,6 | -1,2 | 0,3  | 2,8  | 6,1  | 9,1  | 11,2 | 11,4 | 8,9  | 5,0  | 1,2 | -1,1 | 4,3   |
| Moyennes mensuelles de précipitations (mm)           | 282  | 218  | 171  | 118  | 70   | 57   | 39   | 39   | 88   | 200  | 306 | 315  | 1903  |
| Moyennes mensuelles de précipitations neigeuses (cm) | 54   | 32   | 13   | 1    | 0    | 0    | 0    | 0    | 0    | 0    | 99  | 38   | 237   |

### Hydrographie

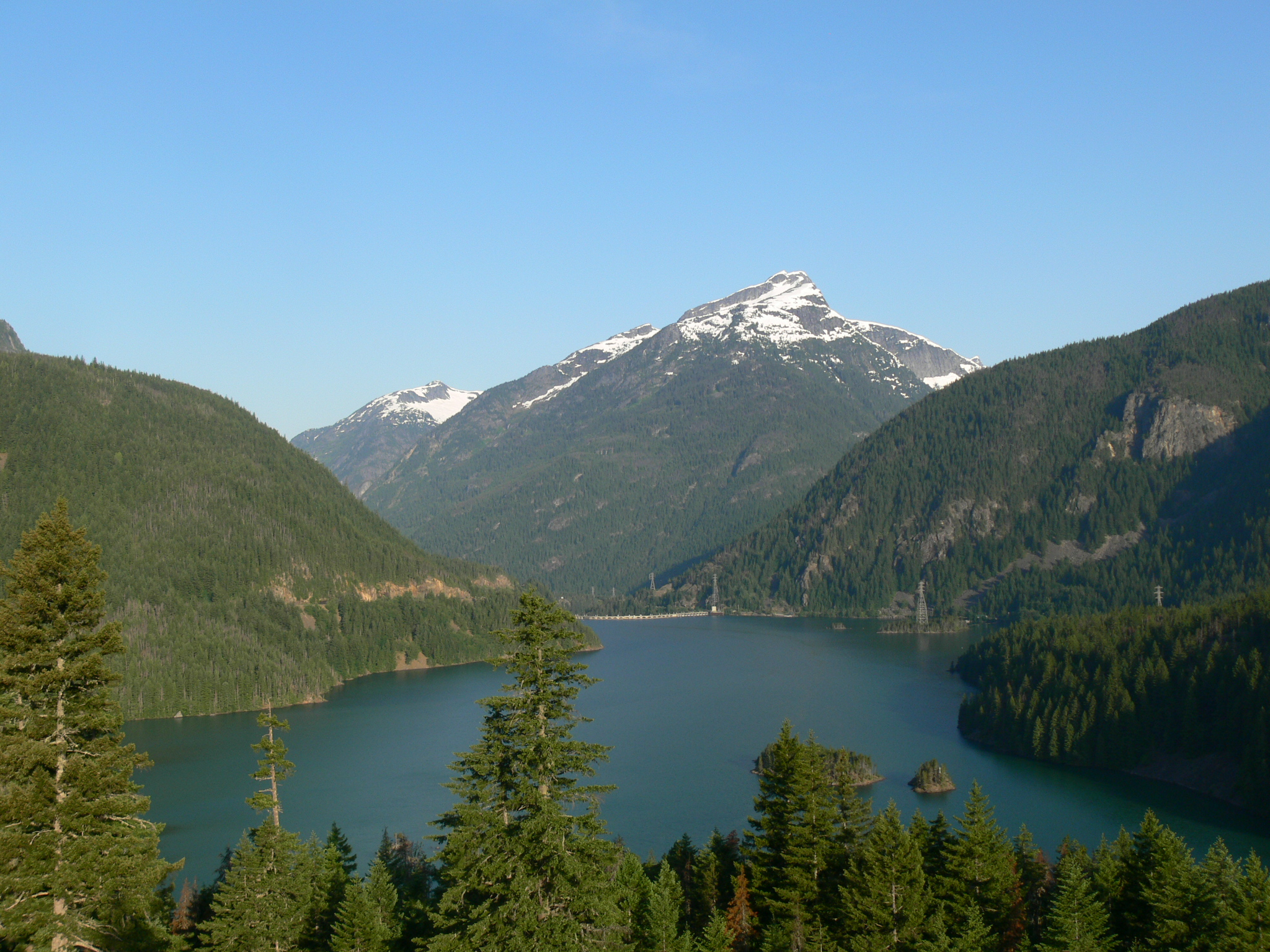
Lac Diablo.

Les cours d'eau du parc appartiennent aux bassins hydrographiques de quatre fleuves. Le fleuve Skagit prend sa source en Colombie-Britannique, avant de rejoindre l'État de Washington par le nord au niveau du lac Ross, formé par le barrage Ross. Il continue sa course jusqu'au lac Diablo, formé par le barrage Diablo, puis jusqu'au lac Gorge, formé par le barrage Gorge. Ensuite, le fleuve sort à l'ouest du parc pour se diriger vers le Puget Sound.
Dans le nord-ouest du parc, à proximité du mont Shuksan, naît le fleuve Nooksack. Ce fleuve se jette plus à l'ouest dans la baie de Bellingham, après avoir contourné le versant septentrional du mont Baker. Dans le nord du parc, à proximité du mont Redoubt, les cours d'eau qui se dirigent vers la Colombie-Britannique appartiennent au bassin du fleuve Fraser, qui se jette dans le détroit de Géorgie, près de Vancouver.
Dans le sud du parc, dans la région du lac Chelan, les cours d'eau appartiennent au bassin du fleuve Columbia, qui se jette dans l'océan Pacifique au sud-ouest du parc au niveau de la ville d'Astoria, à la frontière entre les États de Washington et de l'Oregon. Le lac Chelan est le troisième lac le plus profond des États-Unis (environ 450 m). Hormis les deux lacs principaux que sont le lac Ross et le lac Chelan, la région abrite également plus de 500 lacs ou mares de plus petites tailles.

## Géologie
Les roches les plus anciennes de la région ont environ 400 millions d'années. Formées sous l'océan Pacifique, ces roches sédimentaires sont les plus anciennes découvertes dans la région. Posées sur la surface de plaques tectoniques en mouvement, ces roches sont ensuite transportées vers le nord. Ces plaques tectoniques d'origine océanique rencontrent finalement l'importante plaque nord-américaine il y a 90 millions d'années. Le sol se soulève alors, centimètre par centimètre, pour former un premier relief. Ce relief est ensuite érodé en grande partie, mais de nouvelles plaques océaniques entrent à nouveau en collision durant les 40 à 35 derniers millions d'années. Cette nouvelle rencontre crée en parallèle à la formation des montagnes un phénomène de subduction, qui laisse passer le magma à l'origine de la formation de l'arc volcanique des Cascades.
Les volcans des Cascades sont alimentés par la chaleur transmise par la subduction des plaques tectoniques de Gorda et de Juan de Fuca, sous la bien plus grande plaque nord-américaine. Située à près de 500 km au large des côtes, le centre de la plaque de Gorda s'enfonce chaque année de près de 2,5 cm sous l'Amérique du Nord,,. Une partie du magma se refroidit en sous-sol et se transforme en roches granitiques. Ces roches sont ensuite soulevées et sont à la base des roches des montagnes actuelles. Le volcanisme est, par exemple, visible au niveau des proches mont Baker et le pic Glacier, dont les dernières importantes éruptions remontent à moins de 12 000 ans, alors que des vestiges de caldeira sont présents dans le nord-ouest du parc.
Il y a environ 16 000 ans, les montagnes sont modelées par d'importants glaciers lors de glaciations. Plus de 300 glaciers sont toujours présents dans le parc national en 2009, bien que la fonte de ceux-ci remonte à 1976. La région est la zone où l'on dénombre le plus de glaciers aux États-Unis en dehors de l'Alaska, notamment grâce aux importantes précipitations neigeuses. Les études, qui indiquent que les glaciers fondent depuis le XXe siècle, trouvent la cause dans le réchauffement climatique. Ce réchauffement a également un impact important sur la faune et la flore locale.

## Milieu naturel
Le parc national s'étend sur plusieurs écosystèmes, ce qui lui donne une grande biodiversité. La partie occidentale du parc accueille une forêt pluviale tempérée, tandis que la partie orientale est composée d'une forêt supportant un climat plus sec. Les montagnes procurent également des écosystèmes de type alpin et subalpin. Au total, le parc abrite plus de 1 600 espèces de plantes vernaculaires. Il accueille 75 espèces de mammifères, près de 200 espèces d'oiseaux, 28 espèces de poissons et 21 espèces de reptiles et d'amphibiens.
Le parc est au cœur d'un important écosystème protégé qui s'étend sur plus de 12 000 km2 aux États-Unis et au Canada. À la frontière occidentale du parc se trouvent l'aire sauvage du Mont Baker (Mount Baker Wilderness Area), la forêt nationale du Mont Baker-Snoqualmie et l'aire sauvage de Glacier Peak (Glacier Peak Wilderness Area). Au sud se trouve la forêt nationale de Wenatchee et à l'est l'aire sauvage Pasayten (Pasayten Wilderness Area), l'aire sauvage de Lake Chelan Sawtooth (Lake Chelan Sawtooth Wilderness Area) et la forêt nationale d'Okanogan. En Colombie-Britannique, les aires protégées limitrophes sont les parcs provinciaux E. C. Manning, de Skagit Valley et de Chilliwack Lake.
Selon l'Agence de protection de l'environnement des États-Unis, le parc national se trouve dans l'écorégion de la cordillère occidentale des montagnes boisées du nord-ouest,,,. Selon le système de classement du WWF, la zone appartient à l'écorégion Forêts de la chaîne des Cascades, qui se caractérise par une région montagneuse couverte de conifères et dont le climat est plus humide à l'ouest.

### Flore

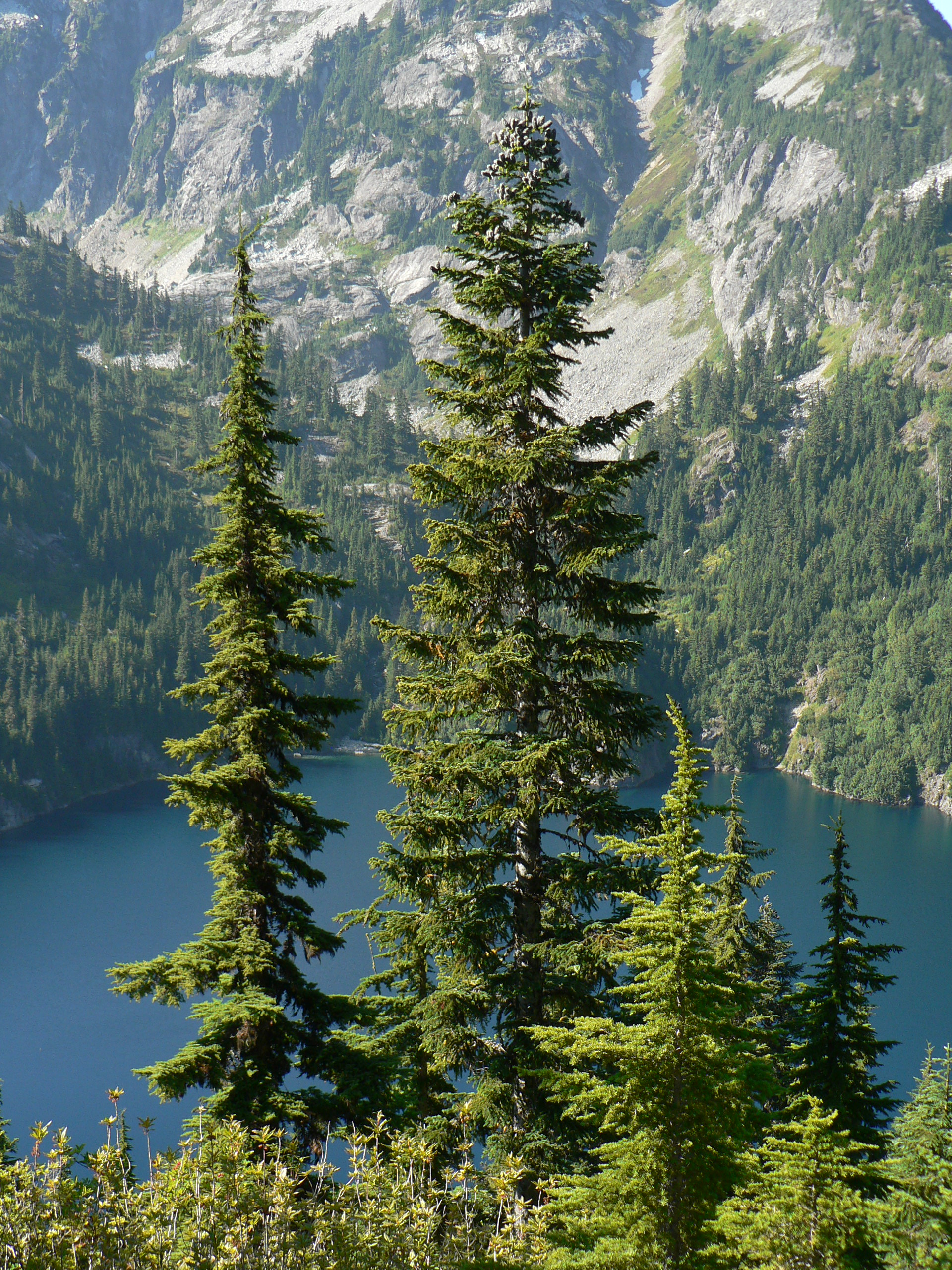
Sapin subalpin.

Le parc abrite des biotopes très variés, ce qui explique la richesse de la biodiversité. Avec près de 1 630 plantes vernaculaires et le double d'espèces non vernaculaires, il s'agit du parc national américain abritant le plus grand nombre d'espèces végétales. La forêt est essentiellement dominée par les conifères jusqu'à la zone alpine au-delà de 2 000 mètres d'altitude. Toutefois, le parc abrite également de nombreux arbustes et arbres caducs.
La composition de la forêt varie profondément en fonction de l'altitude et de la longitude. Dans l'ouest du parc, la forêt humide et tempérée se compose essentiellement de la Pruche de l'Ouest (Tsuga heterophylla) jusque 600 mètres d'altitude, tandis que le Sapin gracieux (Abies amabilis) domine entre 600 et 1 200 mètres. La Pruche subalpine (Tsuga mertensiana) domine entre 1 200 et 1 700 mètres. La zone subalpine entre 1 500 et 2 000 mètres et la zone alpine au-dessus de 2 000 mètres sont couvertes d'autres conifères plus résistants au froid.
Dans la partie orientale et plus sèche du parc domine le Pin ponderosa (Pinus ponderosa) entre 300 et 600 mètres, le Sapin de Douglas (Pseudotsuga menziesii) et le Pin tordu (Pinus contorta var. latifolia) entre 600 et 1 200 mètres, tandis que le Sapin subalpin (Abies lasiocarpa) est présent entre 1 200 et 2 000 mètres. Parmi les autres conifères se trouvent l'If de l'Ouest (Taxus brevifolia), le Cyprès de Nootka (Xanthocyparis nootkatensis), le Thuya géant de Californie (Thuja plicata), le Mélèze de l'Ouest (Larix occidentalis) et l'Épicéa de Sitka (Picea sitchensis).

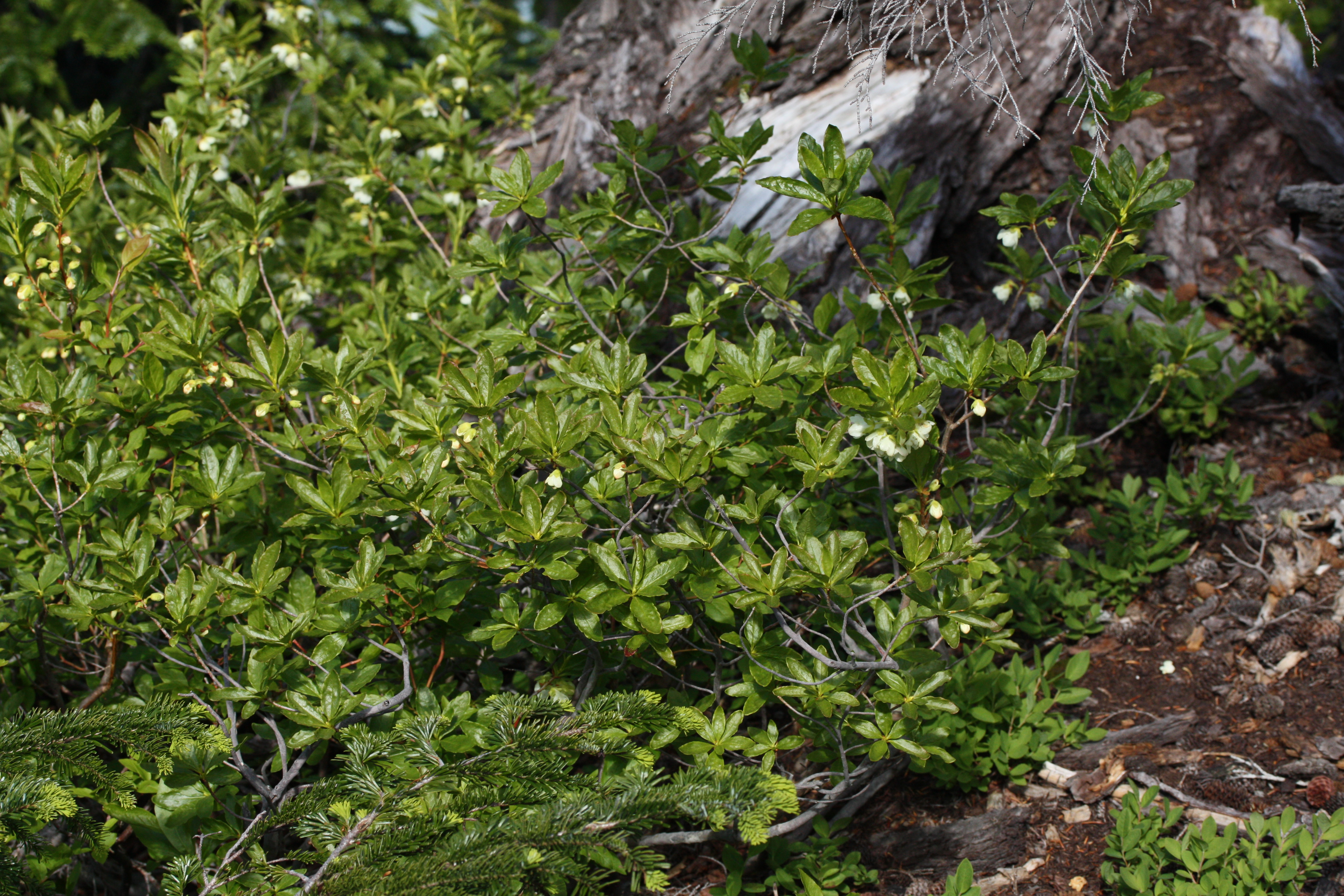
Azalée blanche.

Les feuillus sont entre autres représentés par le Saule arctique (Salix arctica), le peuplier faux-tremble (Populus tremuloides), l'Aulne rouge (Alnus rubra), l'Érable circiné (Acer circinatum) et le Cornouiller du Pacifique (Cornus nuttallii).
Parmi les espèces végétales à fleurs, le parc accueille la Pulsatille de l'Ouest (Anemone occidentalis), l'Angélique de Lyall (Angelica arguta), l'Arnica à feuilles cordées (Arnica cordifolia), la Grande camomille (Chrysanthenum parthenium), la Clématite des haies (Clematis vitalba), le Mélilot officinal (Melilotus officinalis), l'Azalée blanche (Rhododendron albiflorum) et la Chimaphile à ombelles (Chimaphila umbellata).

### Faune
Les grands herbivores sont représentés par la Chèvre des montagnes Rocheuses (Oreamnos americanus), le Mouflon canadien (Ovis canadensis), l'Élan (Alces americanus), le Cerf hémione (Odocoileus hemionus) et le Wapiti (Cervus canadensis). Les grands prédateurs sont l’Ours noir (Ursus americanus), le Grizzli (Ursus arctos), le Loup (Canis lupus), le Puma (Puma concolor), le Lynx du Canada (Lynx canadensis) et le Lynx roux (Lynx rufus). Parmi les petits mammifères se trouvent le Castor canadien (Castor canadensis), la Martre d'Amérique (Martes americana), la Loutre de rivière (Lontra canadensis), le Manicou (Didelphis marsupialis), l'Écureuil de Douglas (Tamiasciurus douglasii), le Spermophile à mante dorée des Cascades (Spermophilus saturatus), la Musaraigne palustre (Sorex palustris) et douze espèces de chauves-souris, dont la Chauve-souris de Yuma (Myotis yumanensis).

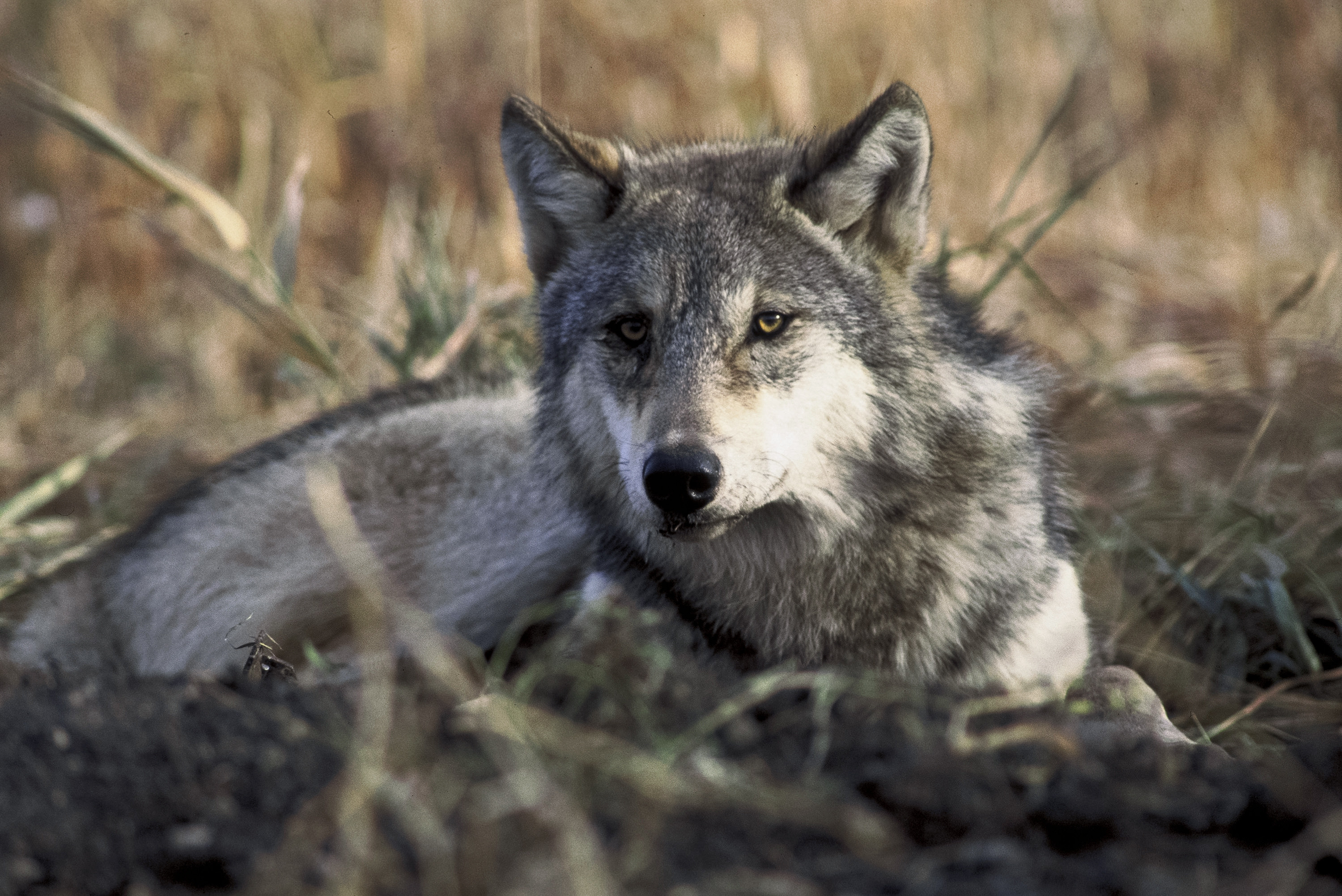
Loup gris.
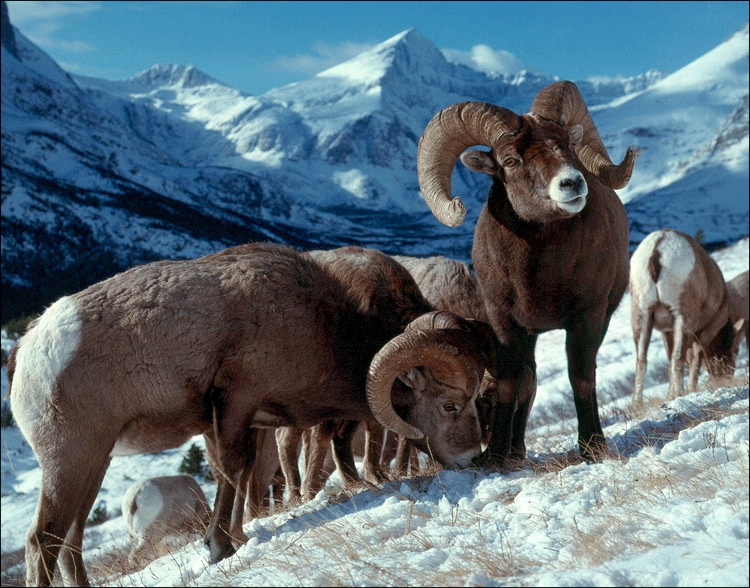
Mouflon canadien.
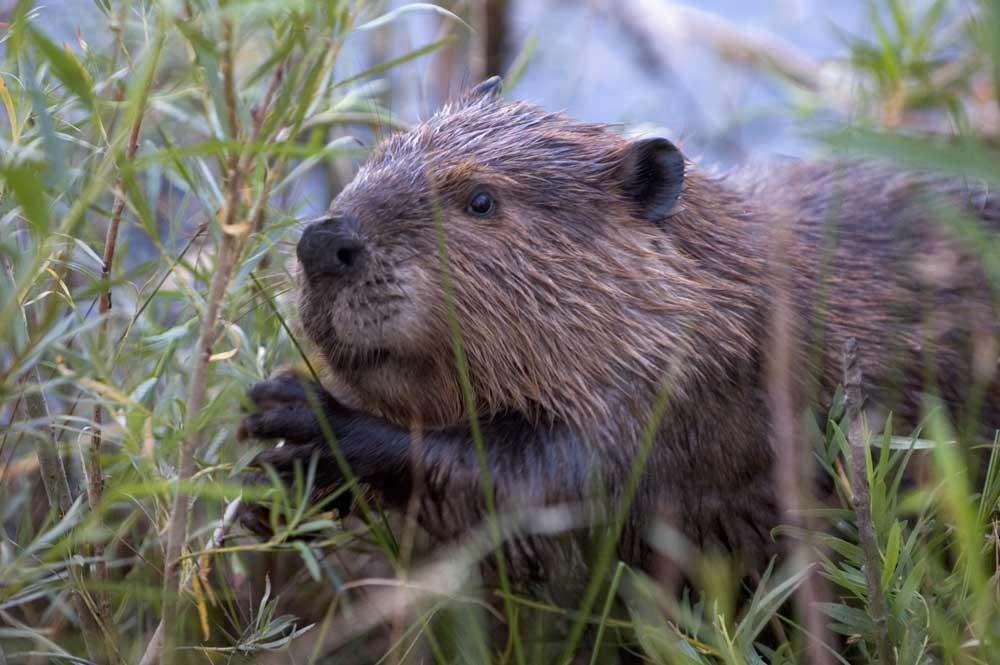
Castor canadien.

Le Pygargue à tête blanche (Haliaeetus leucocephalus), le Guillemot marbré (Brachyramphus marmoratus) et la Chouette tachetée (Strix occidentalis) sont les trois seules espèces d'oiseaux du parc menacées au niveau national. Plus de la moitié des oiseaux sont des migrateurs qui quittent le parc pour des contrées plus méridionales de l'automne au printemps. Dans l'ouest du parc, à une altitude inférieure à 500 m, dans la forêt humide tempérée vivent la Chouette tachetée (Strix occidentalis), la Chouette rayée (Strix varia), le Grand-duc d'Amérique (Bubo virginianus), la Gélinotte huppée (Bonasa umbellus), le Pigeon à queue barrée (Patagioenas fasciata), le Martinet de Vaux (Chaetura vauxi), le Grand Pic (Dryocopus pileatus), le Geai de Steller (Cyanocitta stelleri), la Mésange à dos marron (Poecile rufescens), le Roitelet à couronne dorée (Regulus satrapa), la Grive à dos olive (Catharus ustulatus), le Bruant chanteur (Melospiza melodia) et le Roselin pourpré (Carpodacus purpureus). De 500 à 1 500 m sont présents le Pic à poitrine rouge (Sphyrapicus ruber), le Mésangeai du Canada (Perisoreus canadensis), la Sittelle à poitrine rousse (Sitta canadensis), la Grive à collier (Zoothera naevi), la Paruline des buissons (Oporornis tolmiei), le Bruant de Lincoln (Melospiza lincolnii) et le Bec-croisé des sapins (Loxia curvirostra),. Entre 1 500 m et la limite des arbres, la zone accueille principalement le Tétras fuligineux (Dendragapus fuliginosus), le Colibri calliope (Stellula calliope), le Pic tridactyle (Picoides tridactylus ), le Cassenoix d'Amérique (Nucifraga columbiana), le Solitaire de Townsend (Myadestes townsendi), la Grive solitaire (Catharus guttatus), la Paruline de Townsend (Dendroica townsendi), le Bruant fauve (Passerella iliaca) et le Bec-croisé bifascié (Loxia leucoptera). Dans le milieu alpin, où les arbres ne sont plus présents, vivent le Lagopède à queue blanche (Lagopus leucura), le Grand Corbeau (Corvus corax), l'Alouette hausse-col (Eremophila alpestris), le Pipit spioncelle (Anthus spinoletta). À l'extrémité orientale et plus aride du parc vivent le Petit-duc des montagnes (Otus kennicottii), la Sittelle pygmée (Sitta pygmaea), le Troglodyte familier (Troglodytes aedon), le Moqueur chat (Dumetella carolinensis) et le Roselin de Cassin (Carpodacus cassinii),.

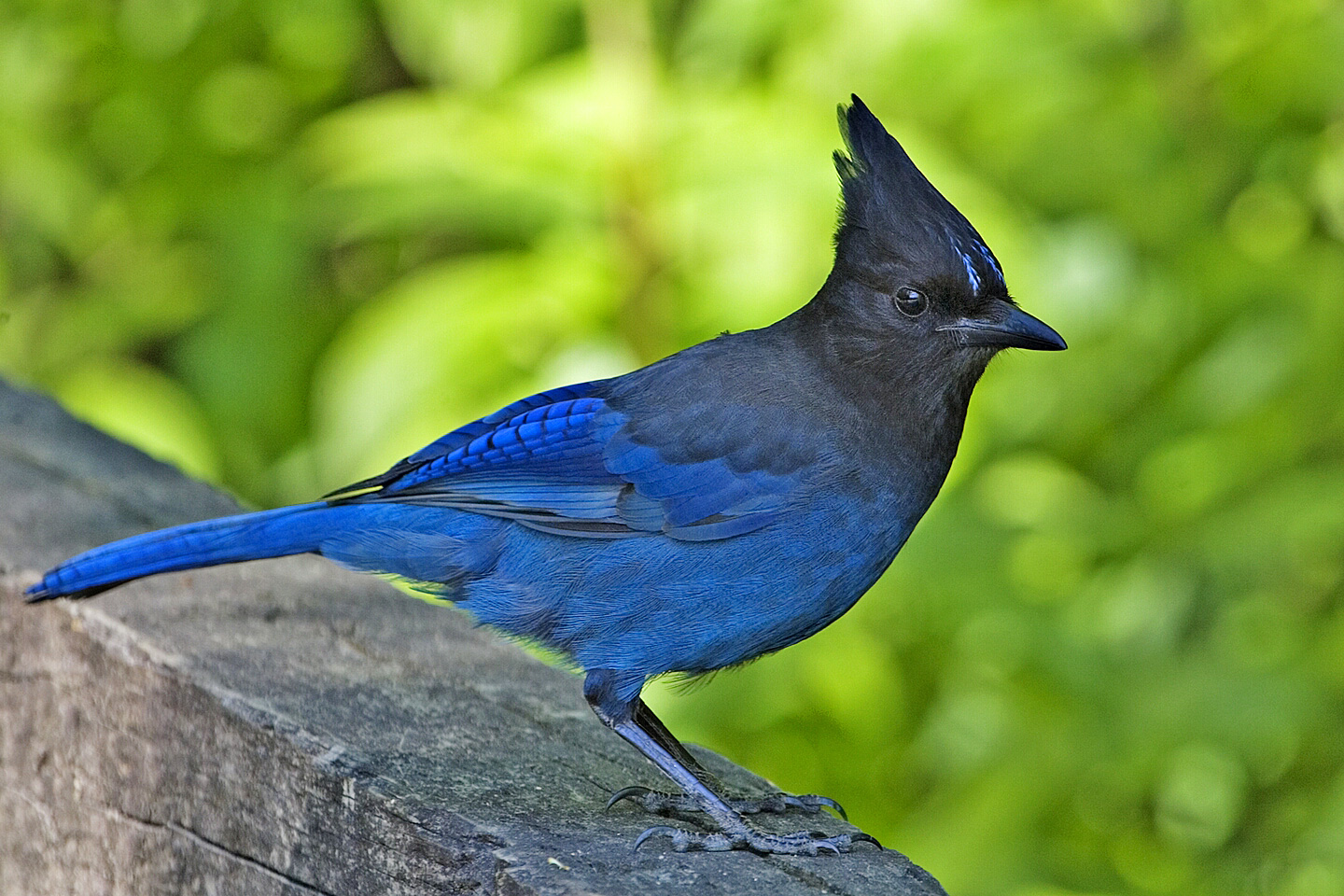
Geai de Steller.
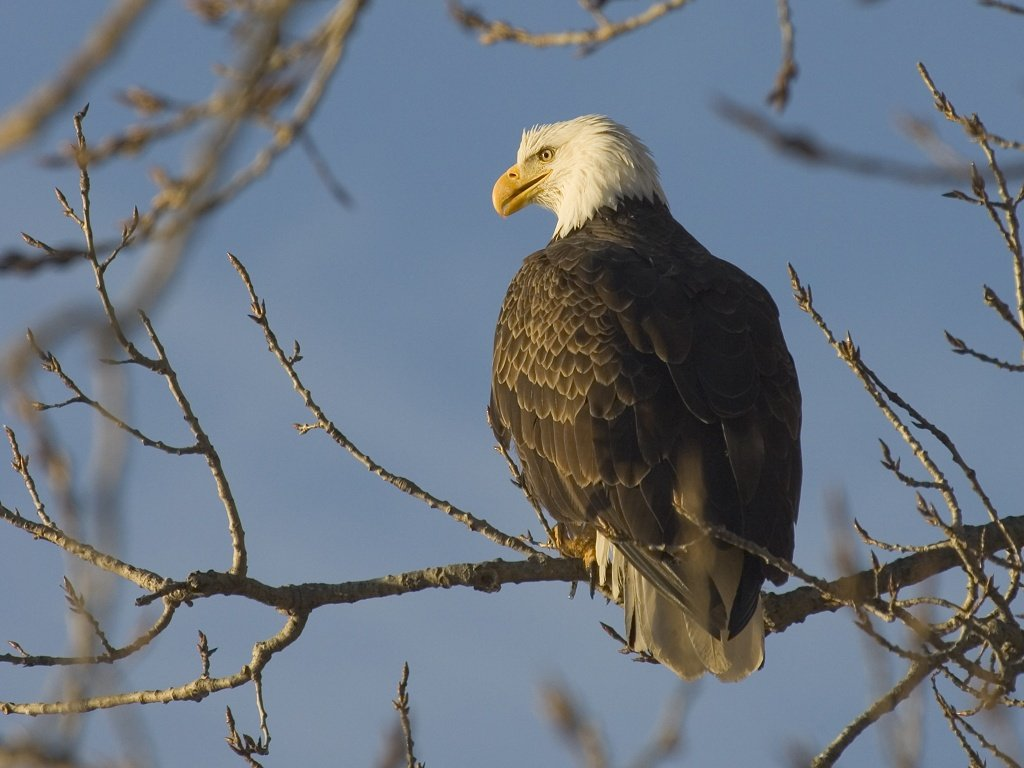
Pygargue à tête blanche.
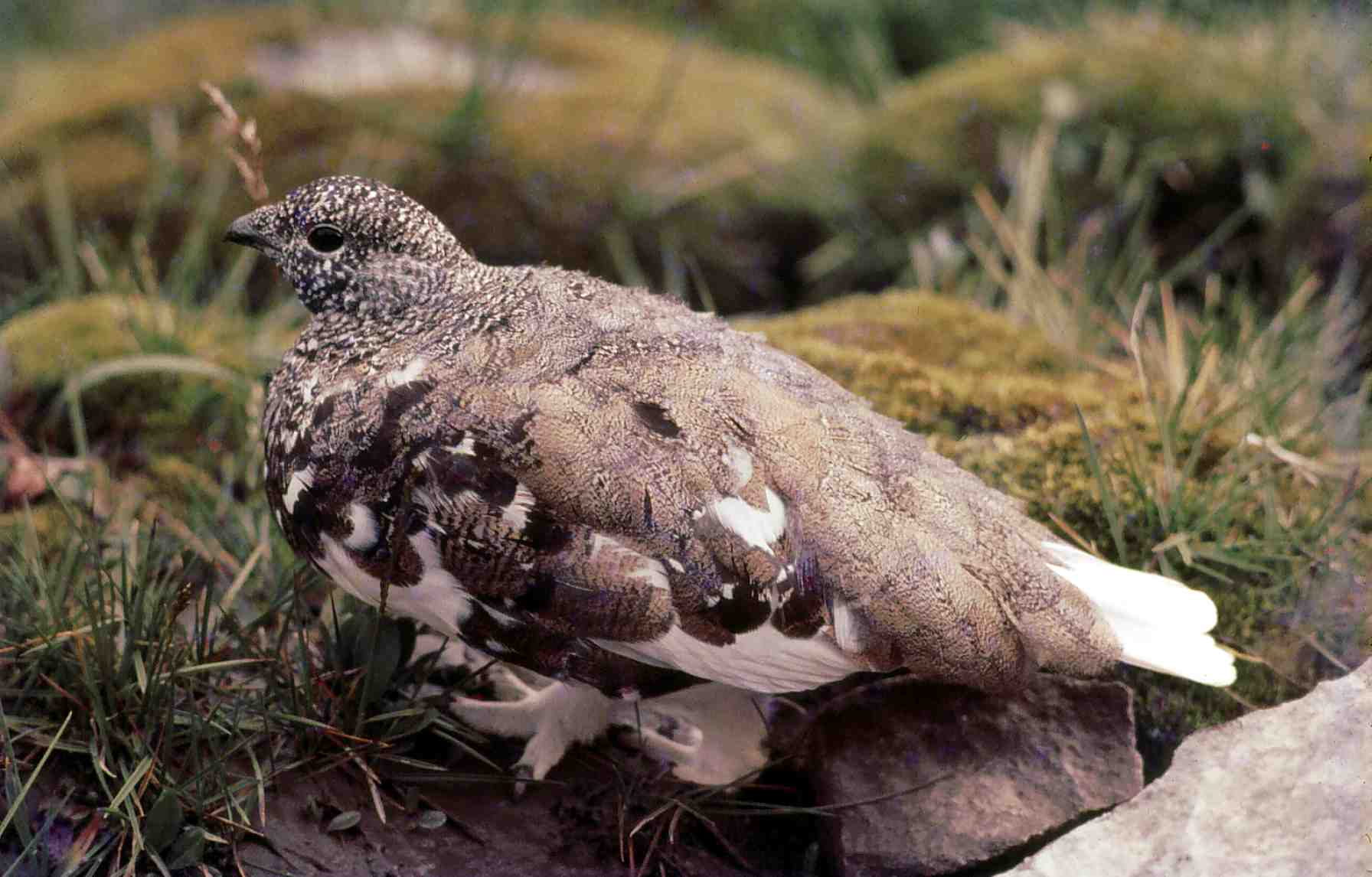
Lagopède à queue blanche.

Douze espèces d'amphibiens vivent dans les zones humides du parc, dont la Salamandre Foncée (Ambystoma gracile), la Salamandre à longs doigts (Ambystoma macrodactylum), la Grande Salamandre du Nord (Dicamptodon tenebrosus), la Salamandre à dos rayé (Plethodon vehiculum), le Triton rugueux (Taricha granulosa), l'Ensatine de l'Oregon (Ensatina eschscholtzii oregonensis), le Crapaud de l'Ouest (Anaxyrus boreas), la Rainette du Pacifique (Pseudacris regilla), la Grenouille-à-Queue côtière (Ascaphus truei), la Grenouille à pattes rouges (Rana aurora), la Grenouille des Cascades (Rana cascadae), la Grenouille Maculée de Columbia (Rana luteiventris) et l'Ouaouaron (Lithobates catesbeianus).
Les serpents sont représentés par le Boa caoutchouc (Charina bottae), la Couleuvre agile (Coluber constrictor), le Crotale des prairies (Crotalus viridis), la Couleuvre de l'Ouest (Thamnophis elegans), la Couleuvre du Nord-Ouest (Thamnophis ordinoides), la Couleuvre rayée (Thamnophis sirtalis) et les lézards par le Lézard alligator (Elgaria coerulea), le Lézard des palissades (Sceloporus occidentalis) et le lézard à flancs maculés du Nord (Uta stansburiana). La Tortue peinte (Chrysemys picta) est la seule espèce de tortue présente dans le parc.

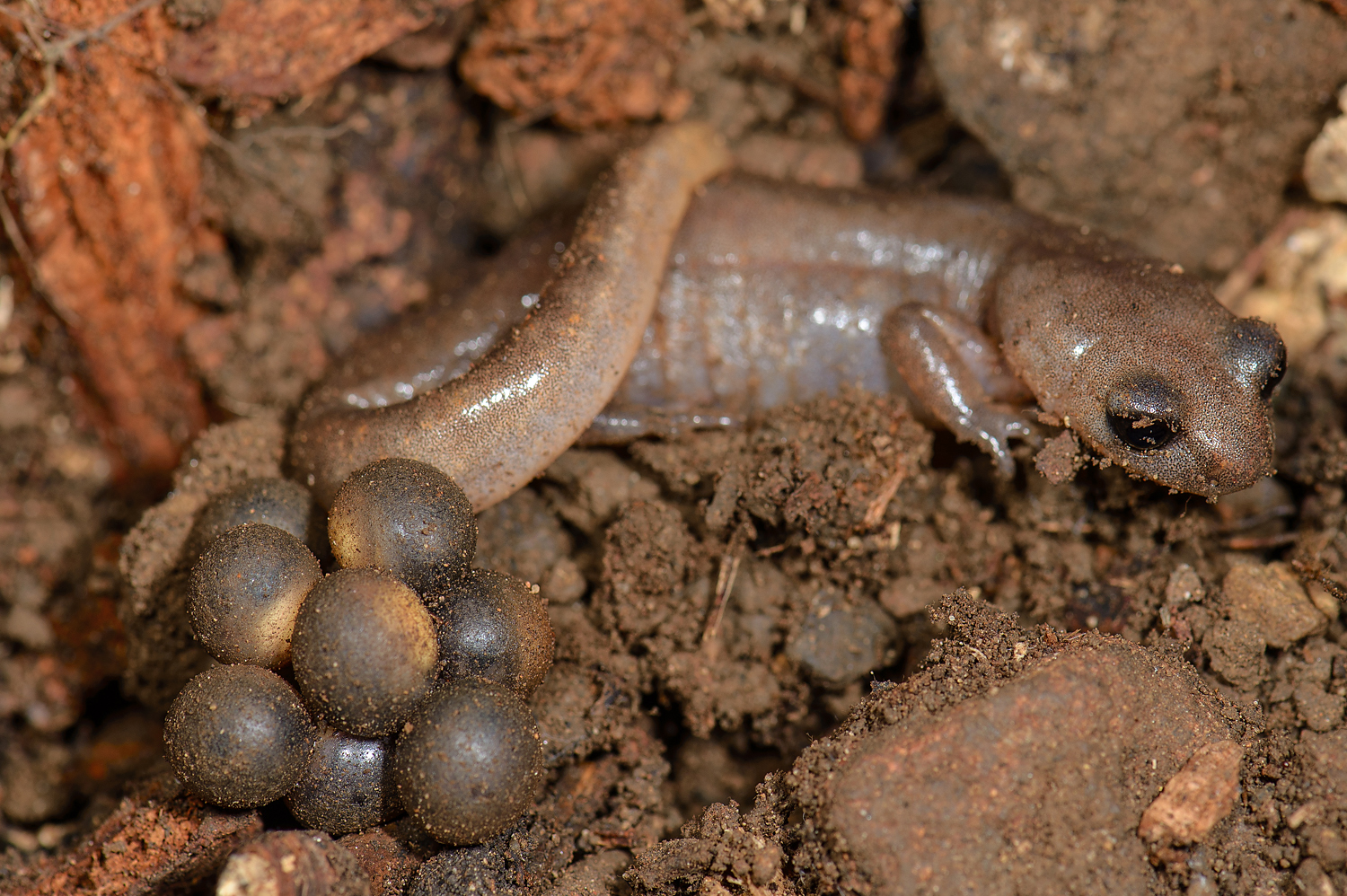
Ensatine de l'Oregon.
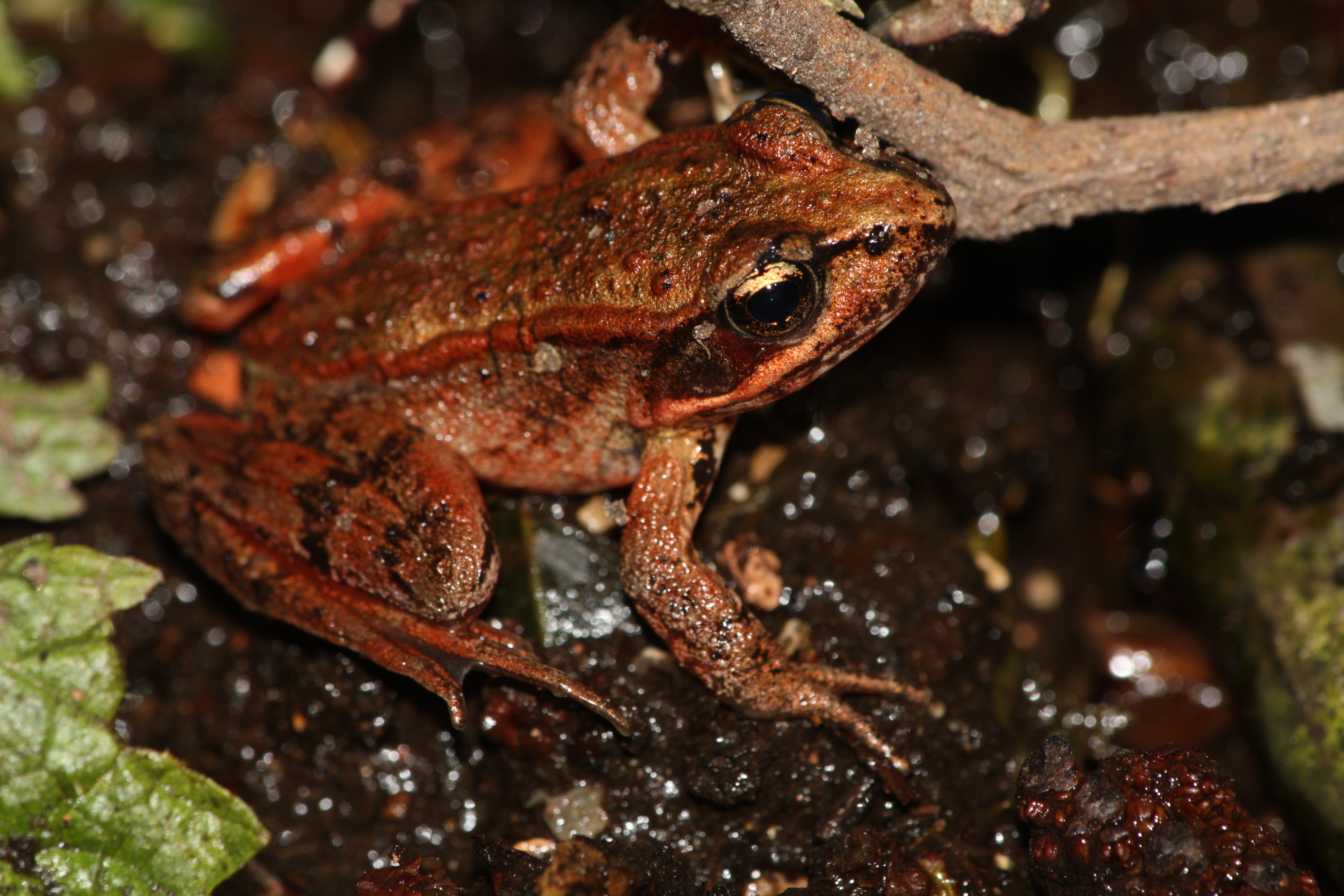
Grenouille à pattes rouges.
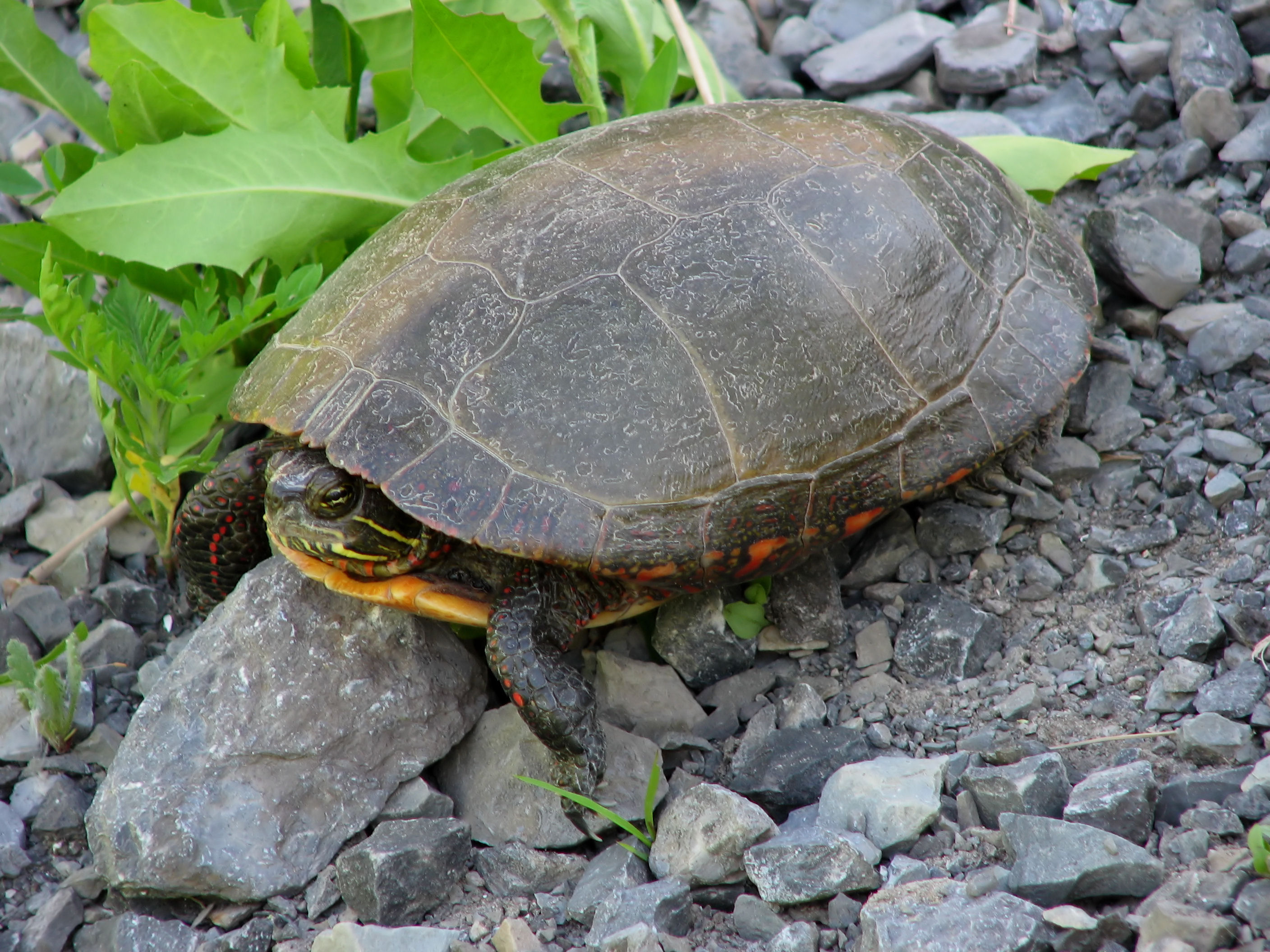
Tortue peinte.

Le Skagit, qui traverse le parc, est le seul fleuve des États-Unis contigus abritant toutes les cinq espèces de saumons du Pacifique (genre Oncorhynchus). Entre août et décembre, ceux-ci remontent le bassin de la rivière pour y déposer leurs œufs, ce qui attire de nombreux prédateurs. La famille des Salmonidés est représentée par le Saumon rose (Oncorhynchus gorbuscha), le Saumon du Pacifique (Oncorhynchus keta), le Saumon coho (Oncorhynchus kisutch), le Saumon rouge (Oncorhynchus nerka), le Saumon royal (Oncorhynchus tshawytscha), la Truite fardée (Oncorhynchus clarkii), la Truite arc-en-ciel (Oncorhynchus mykiss), la Truite dorée (Oncorhynchus aguabonita), le Ménomini des montagnes (Prosopium williamsoni), le Corégone pygmée (Prosopium coulteri), le Saumon de fontaine (Salvelinus fontinalis), le Dolly Varden (Salvelinus malma) et l’Omble à tête plate (Salvelinus confluentus). Les autres poissons sont le Meunier rouge (Catostomus catostomus), le Meunier à grandes écailles (Catostomus macrocheilus), la Lote (Lota lota), le Chabot côtier (Cottus aleuticus), le Chabot visqueux (Cottus cognatus), le Chabot piquant (Cottus asper), le Méné deux-barres (Mylocheilus caurinus), la Sauvagesse du Nord (Ptychocheilus oregonensis), le Naseux des rapides (Rhinichthys cataractae), le Méné rose (Richardsonius balteatus) et l’Épinoche (Gasterosteus aculeatus).

## Histoire

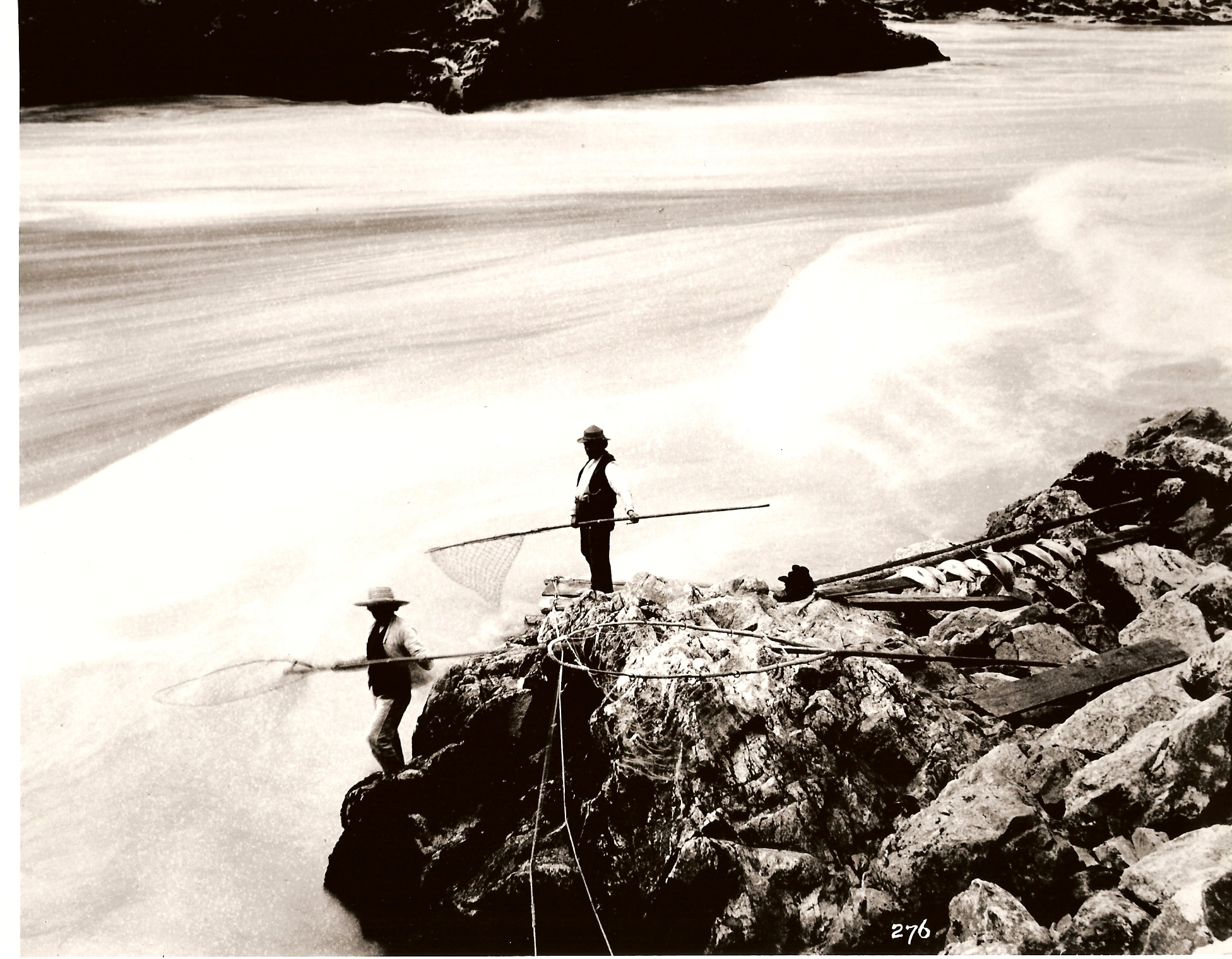
Pêcheurs Chilliwack.

Des fouilles archéologiques ont recensé environ 260 sites préhistoriques remontant à 8 500 ans. Ces découvertes prouvent que même les zones montagneuses de la région jouaient un rôle important dans la vie économique des Amérindiens de la région, puis des premiers colons européens. Parmi les découvertes se trouvent des exploitations minières (par exemple de l'obsidienne), des camps de bergers et des moulins. 81 structures construites par l'Homme sont protégées au sein du parc, comme des mines ou un hôtel.

### Amérindiens
Les Amérindiens de la zone vivent de la chasse, de la pêche et de la cueillette et se déplacent dans les montagnes au gré des saisons. La chaîne des Cascades délimite le territoire des Amérindiens du bassin du fleuve Columbia à l'est de celui des basses terres du Puget à l'ouest. Un commerce existe entre ces derniers, vu qu'ils ne disposent pas des mêmes matières premières. Des routes commerciales relient ces tribus en passant par des cols.
Parmi les objets découverts par les archéologues se trouvent des pointes en pierre datant de 8 000 ans environ. L'obsidienne, tranchante, est utilisée pour faire, par exemple, des outils. La Chèvre des montagnes Rocheuses est très appréciée pour sa viande, mais surtout pour la laine, utile dans l'habillement et qui a une valeur commerciale importante. Ils chassent également les cerfs, les ours et les marmottes. Les saumons, péchés à la lance, jouent également un rôle très important dans leur alimentation. Ils peuvent en effet être séchés pour la conservation ou pour le commerce. Le chanvre est, de son côté, utilisé pour la production de cordes.
Cinq tribus, toutes de langues salish, vivent dans la région au moment de l'arrivée des premiers européens au XVIIIe siècle : Nooksack, Chilliwack, Chelan, Skagit et Thompson. La variole, amenée par les Européens, se répand rapidement parmi les indigènes à la fin du XVIIIe siècle et au début du XIXe siècle. Certaines populations sont gravement touchées par la maladie avant même que les Européens ne les découvrent.

### Européens

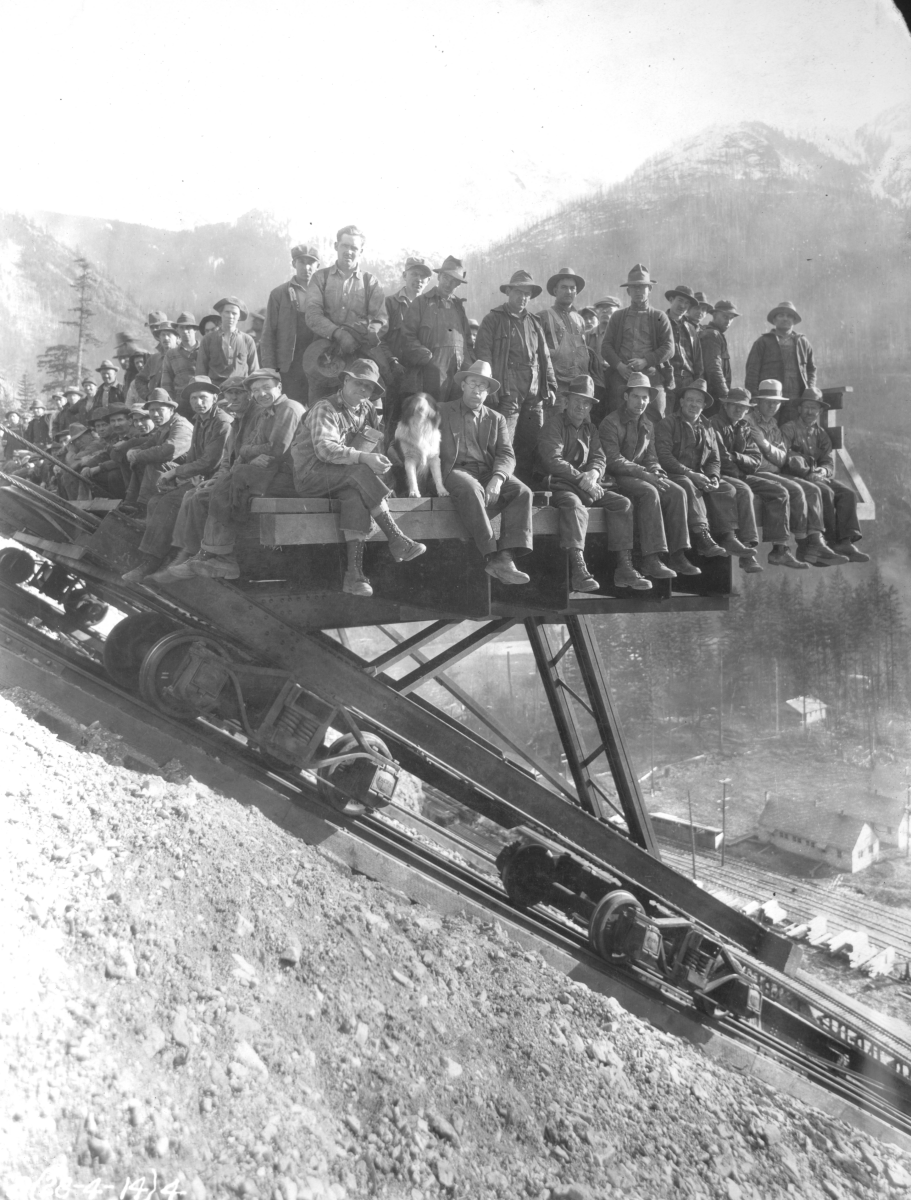
Construction du barrage Diablo (1928).

Les trappeurs parcourent la région dès la fin du XVIIIe siècle et font le commerce des fourrures. Par la suite, l'activité continue, mais en tant que complément de revenus pour les habitants des environs.
Dès les années 1850, des prospecteurs cherchent de l'or dans la région. Dans les années 1870, ils en découvrent dans la haute vallée du Skagit, mais les quantités sont faibles et les chercheurs d'or abandonnent la place vers 1880. Par la suite, des compagnies minières exploitent du minerai d'argent et de plomb en haute montagne. À la fin des années 1910, la valeur des minerais chute et les mines ferment, faute de rentabilité. Durant la Seconde Guerre mondiale, l'intérêt pour les métaux reprend toutefois et ce jusqu'aux années 1950.
L'importante forêt aiguise également l'appétit des compagnies forestières. Une petite zone située à l'ouest du parc est exploitée dès les années 1860. Les bûcherons transportent les troncs des arbres en les laissant flotter sur les rivières pour les emmener dans les scieries situées plus bas dans les vallées. Quelques petites scieries sont présentes à proximité et se développent dans la fabrication de boîtes en bois. Néanmoins, le relief important de la région protège de nombreuses zones boisées.
Des routes, des ponts et des tunnels sont construits dans la zone pour faciliter l'accès des travailleurs. Après 1918, une compagnie électrique commence la construction de trois barrages hydroélectriques en vue d'alimenter en énergie la proche ville de Seattle. En 1930, le barrage Diablo devient le plus grand barrage du monde avec ses 118,5 m. Le barrage Ross (165 m) est terminé en 1949 et le barrage Gorge (91 m) en 1961.
Des colons commencent à s'installer au fond des vallées. La majorité d'entre eux sont des tenanciers d'hôtels ou des commerçants qui vivent de la présence des bûcherons et des mineurs. C'est ainsi que se créent quelques petites localités comme celle de Stehekin.
Le Congrès des États-Unis et le président Lyndon Baines Johnson donnent à la région le statut de parc national en 1969, dans le but de préserver pour les générations futures les paysages montagneux. En 1988, la protection de 93 % du parc national est renforcée grâce à l'obtention du statut d'aire sauvage Stephen Mather (Stephen Mather Wilderness area).

## Gestion et administration

Logo du National Park Service.

Le parc national est géré par le National Park Service, qui dépend du Département de l'Intérieur américain. Ce service national dispose d'un budget annuel total de 2,361 milliards de dollars (2005) et doit gérer au niveau national plusieurs zones protégées, dont la superficie totale avoisine les 340 000 km2.
En 2005, le budget du parc est proche de cinq millions de dollars et le nombre d'employés s'élève à 119. Ce budget sert essentiellement à payer le personnel présent dans le parc et à rénover ou améliorer des routes ou certains bâtiments. Le personnel s'occupe d'accueillir et d'informer les visiteurs du parc. Il lutte également contre la prolifération d'espèces invasives et suit de très près l'évolution des populations d'espèces menacées. Les infrastructures et les bâtiments historiques sont entretenus et restaurés.
Le rôle du service national des parcs est de préserver et de protéger les ressources naturelles et culturelles. Le Congrès des États-Unis lui conféra le titre d'agence fédérale lors de la ratification du National Park Service Organic Act le 25 août 1916. Selon cette loi, la mission du service est de promouvoir et de réguler l'utilisation des parcs nationaux en protégeant les paysages, la vie sauvage et les sites historiques en vue de les laisser intacts pour les générations futures. La chasse, l'exploitation minière et forestière ainsi que la collecte de ressources naturelles et culturelles sont illégales à l'intérieur du parc. La prospection et l'exploitation de pétrole ou de gaz sont également interdites.

## Tourisme

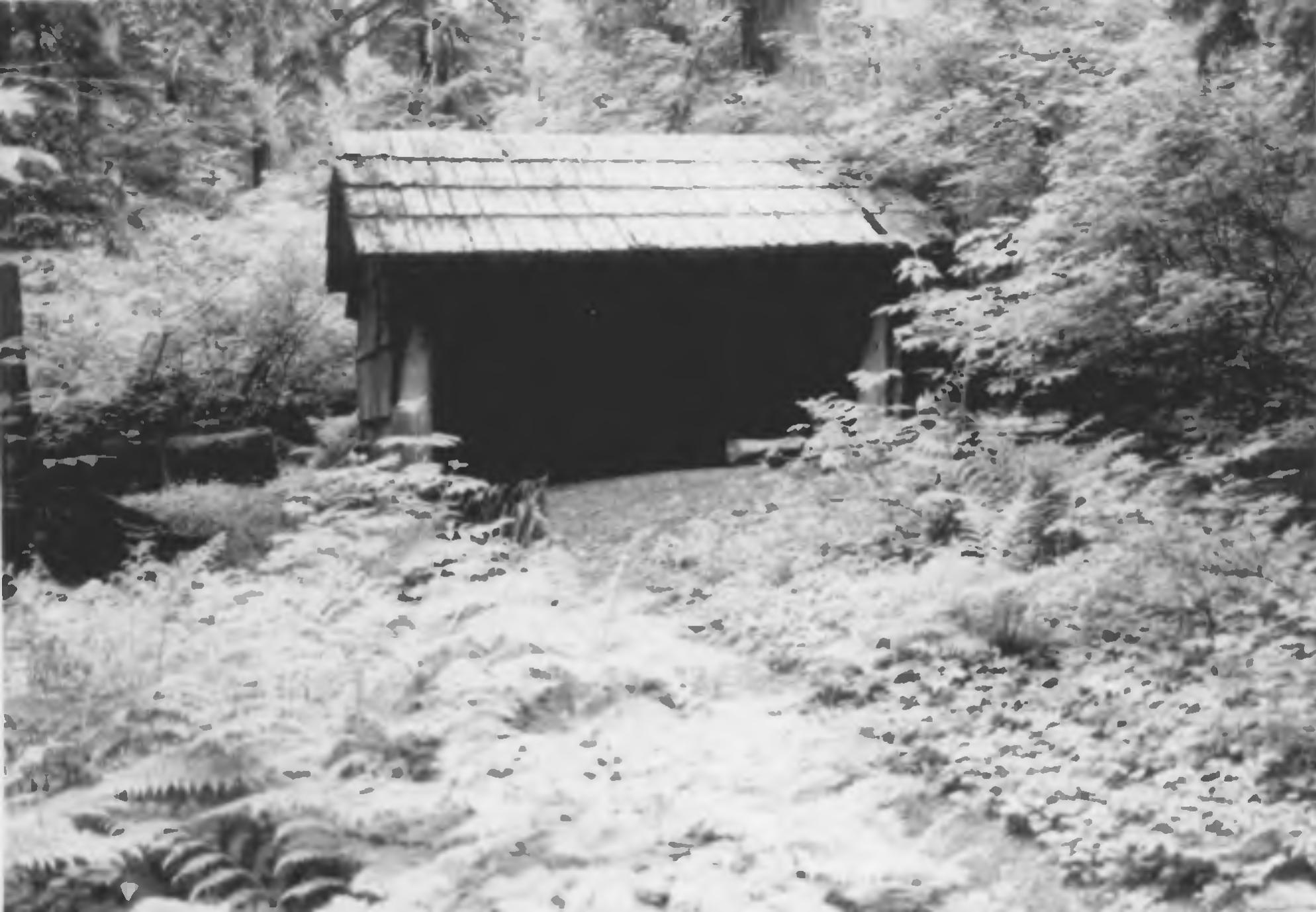
L'abri Perry Creek, refuge de montagne des North Cascades.

Le parc et ses paysages montagneux attirent moins de 25 000 touristes chaque année, ce qui est bien inférieur aux trois millions de visiteurs du proche parc national d'Olympic. Ces chiffres ne prennent en compte que les visiteurs qui entrent dans le parc national à proprement parler, sans tenir compte des visiteurs des deux zones récréatives. La faiblesse des chiffres s'explique par le fait qu'aucune route n'entre dans le parc. En effet, la Washington State Route 20, qui sépare les deux parties du parc national, ne passe que dans la Ross Lake National Recreation Area au niveau de la vallée du fleuve Skagit.

### Infrastructures

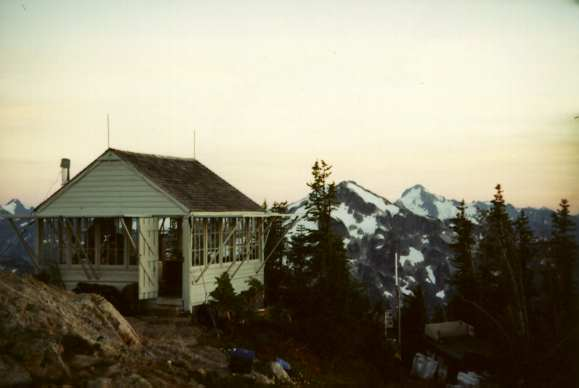
Le Copper Mountain Fire Lookout, tour de guet contre l'incendie.

La route d'État Washington State Route 20 est reliée à l'Interstate 5, mais est toutefois en partie fermée de novembre à avril, à la suite des abondantes chutes de neige. La zone du lac Ross est uniquement accessible par une route en graviers au départ de la Colombie-Britannique, au Canada. La zone du lac Chelan est uniquement accessible par bateaux au départ de la localité de Chelan ou par avion au départ de l'aéroport international de Seattle. Par contre, il n'existe pas de ligne de bus qui se rend dans le parc. Quoi qu'il en soit, la grande majorité du parc n'est accessible que par la marche,.
Des activités telles que la randonnée pédestre, le camping, la pêche, l'escalade, des activités nautiques peuvent y être pratiquées. Le parc dispose d'environ 650 km de sentiers de randonnées,. Le sentier de grande randonnée Pacific Crest National Scenic Trail traverse également le sud du parc.

### Environs
Le parc national du mont Rainier, connu pour le volcan mont Rainier, est situé à environ 200 kilomètres au sud. Le parc national d'Olympic est, quant à lui, situé à environ 200 kilomètres à l'ouest. Il est à mi-chemin entre les importantes villes de Seattle et de San Francisco. Juste à l'ouest du parc se trouve également le volcan mont Baker, qui est protégé au sein d'une aire sauvage. Les métropoles de Seattle et de Vancouver sont situées à moins de 200 kilomètres du parc.
Dans la localité voisine de Marblemount, à l'ouest du parc, se trouve un musée qui présente diverses collections relatives au parc et sa région. Une collection à caractère culturel explique la vie des Amérindiens et des premiers colons. Une autre collection met en avant les richesses biologiques et géologiques de la région.

### Culture populaire

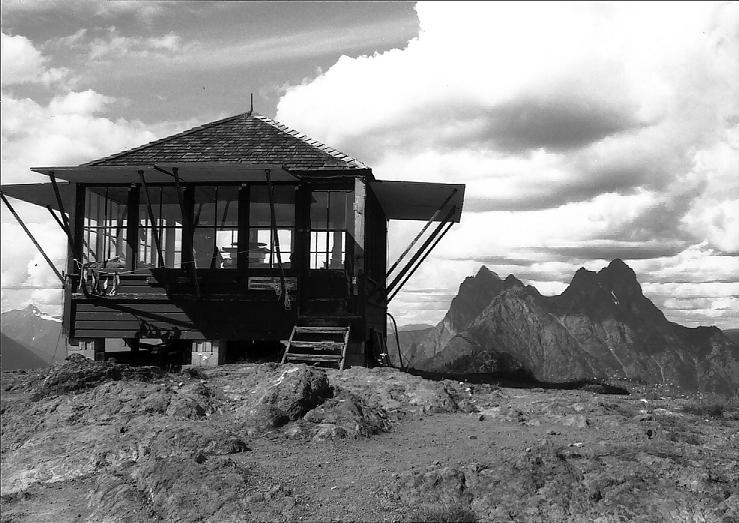
La tour de garde du pic Desolation où travaille Jack Kerouac en 1956.

Durant l'été 1956, l'écrivain américain Jack Kerouac reste soixante-trois jours dans la région, et en particulier au sommet du pic Desolation (littéralement « pic de la désolation »), qui surplombe le lac Ross. Vivant dans une tour de garde, le Desolation Peak Lookout, il est alors employé par le service des forêts américaines pour détecter les départs d'incendie, alors que la région n'est pas encore promue en tant que parc national. Cette période de solitude lui donne de l'inspiration pour la rédaction de ses œuvres Les Clochards célestes et Anges de la Désolation. Le sentier de randonnée Desolation Peak Trail permet de visiter la tour de garde, construite en 1933,. D'autres poètes américains tels que Philip Whalen et Gary Snyder, également employés comme gardes feu, trouvent leurs inspirations dans la région du parc.
C'est dans ce parc qu'ont été tournées les scènes de chasse du film Voyage au bout de l'enfer.